# Targelle Ravine British Cemetery Villers-Guislain
Le cimetière « Targelle Ravine British Cemetery » est l'un des 5 cimetières militaires de la Première Guerre mondiale situés à Villers-Guislain (Nord). Les 4 autres cimetières sont Gauche Wood Cemetery, Meath Cemetery, Villers-Guislain Communal Cemetery et Villers Hill British Cemetery.

## Historique

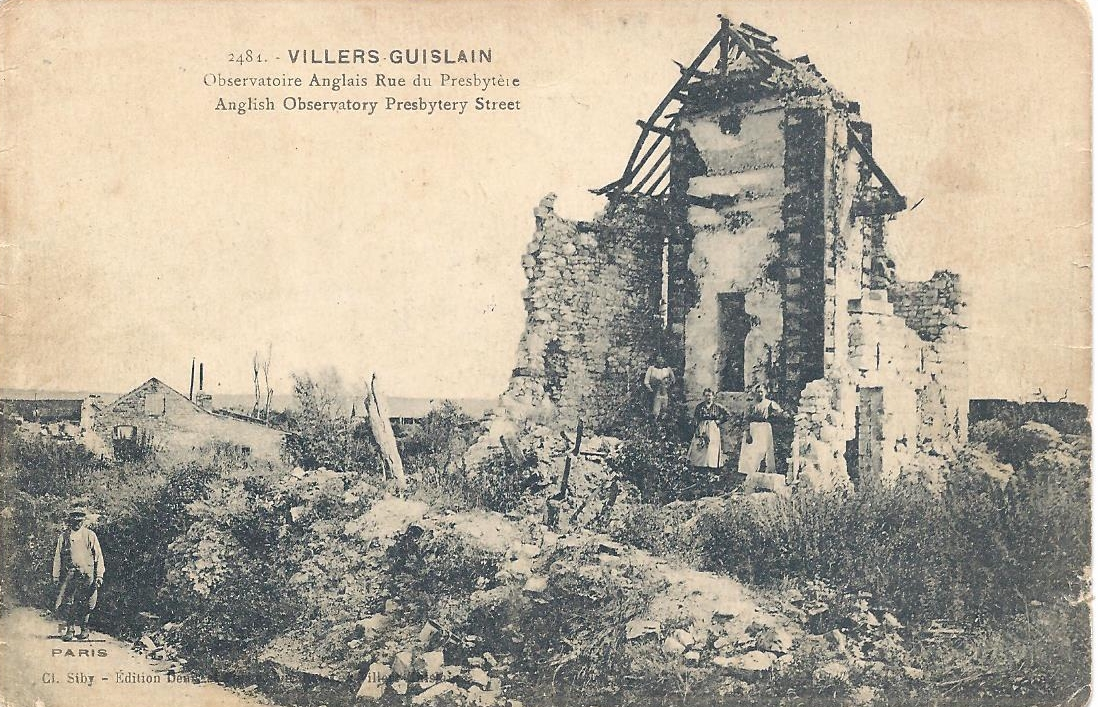
Ruines de l'église ayant servi d'observatoire aux Anglais vers la fin de la guerre.

Villers-Guislain fut occupé par les Allemands dès le début de la guerre le 28 août 1914 et le resta jusqu'en avril 1917, date à laquelle il fut repris par les forces du Commonwealth. Il fut perdu le 30 novembre 1917 lors des attaques allemandes de la bataille de Cambrai, malgré les attaques féroces de la Division des Gardes et des chars. Le village a finalement été abandonné par les Allemands le 30 septembre 1918 après de violents combats.

## Localisation
Le cimetière se trouve en pleine campagne, à 3 km au sud-est de Villers-Guislain, à 500 m environ du cimetière Villers Hill British Cemetery. On y accède par un chemin agricole peu carrossable.

## Caractéristiques
Le cimetière britannique Targelle Ravin a été créé en septembre et en octobre 1918. Il y a maintenant plus de 114 tombes toutes de soldats britanniques, dont 7 ne sont pas identifiés. Un grand nombre appartenait à la 9e Highland Light Infantry (Glasgow Highlanders). Le cimetière couvre une superficie de 348 mètres carrés et est entouré d'un mur de moellons bas.

## Galerie

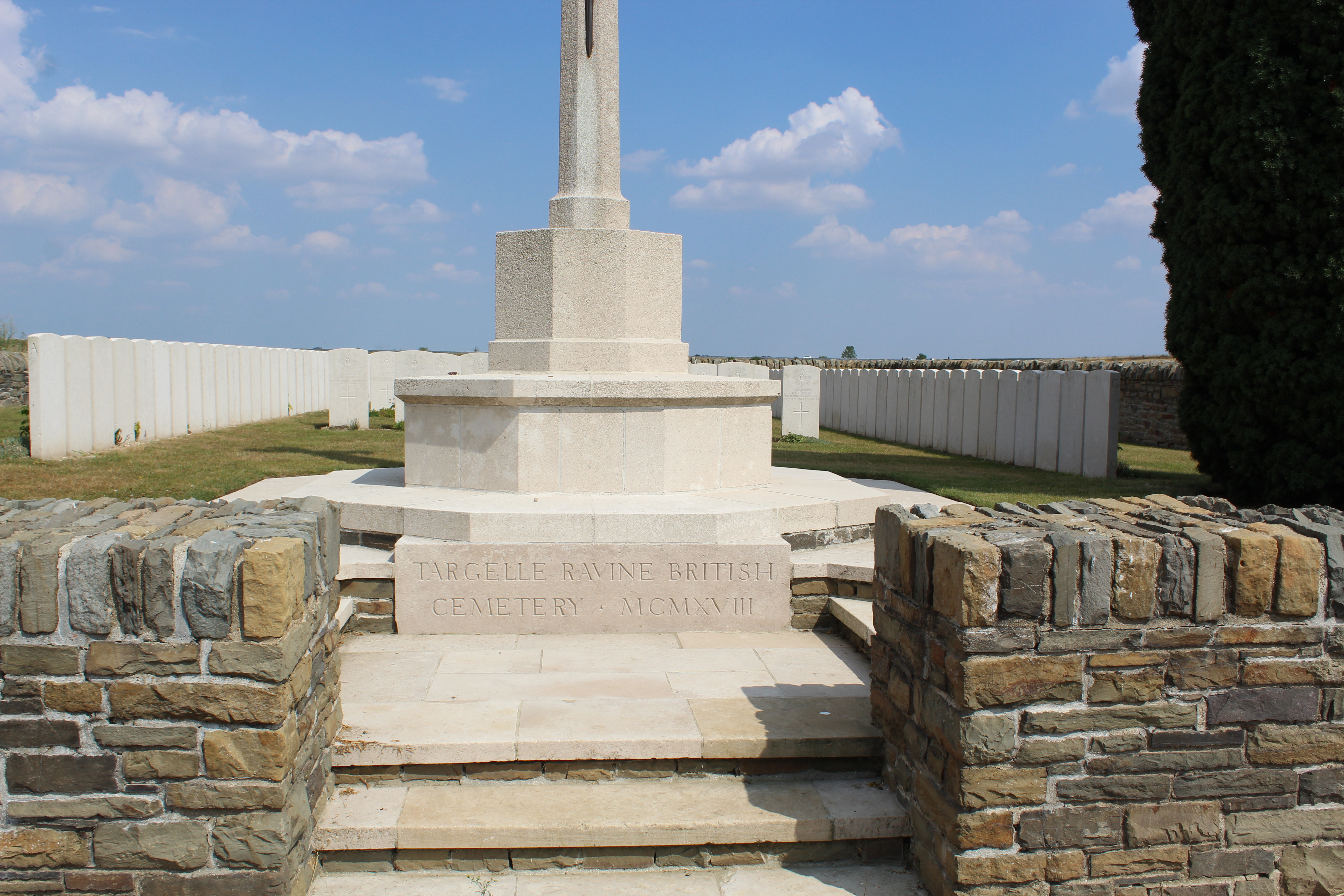
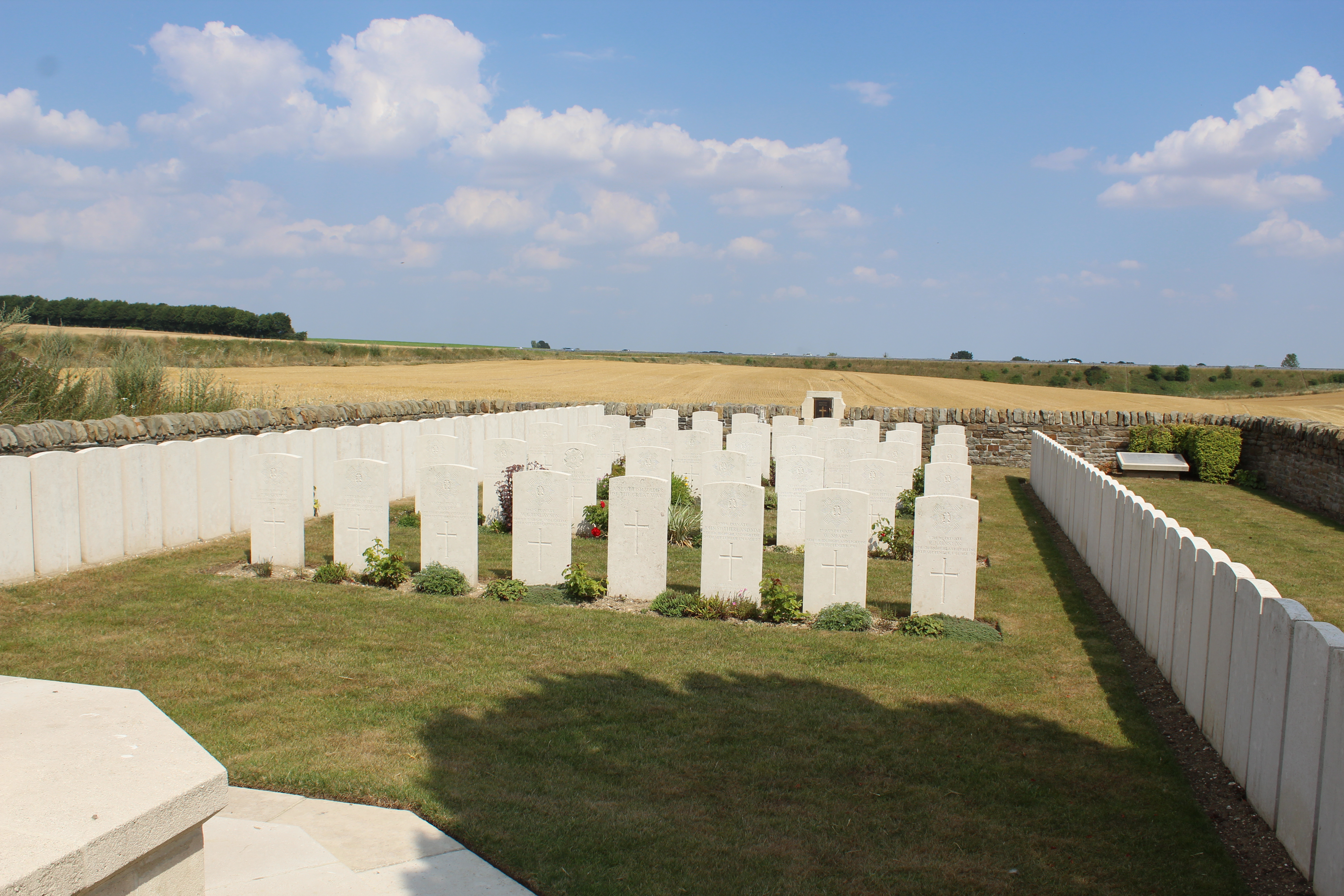
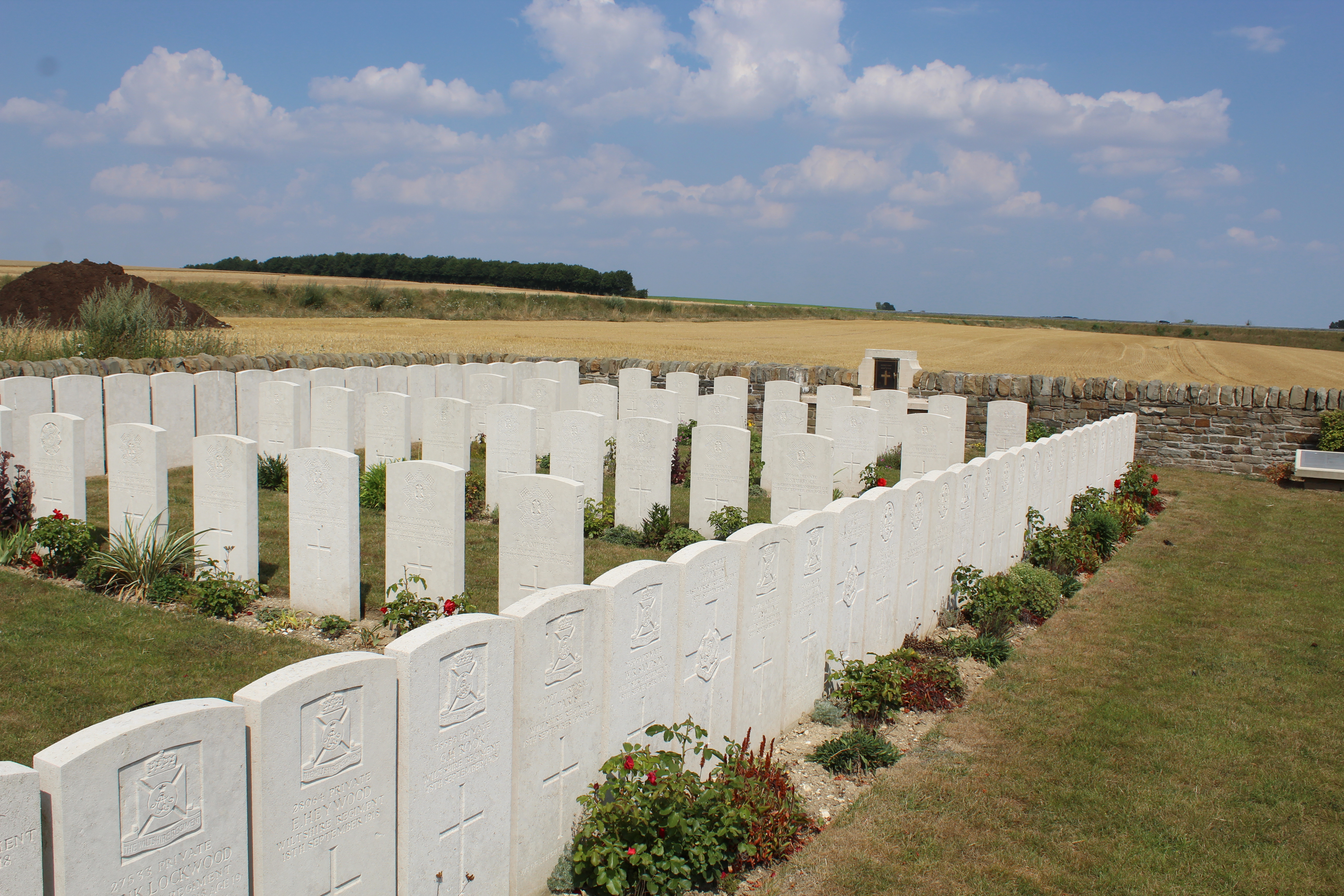
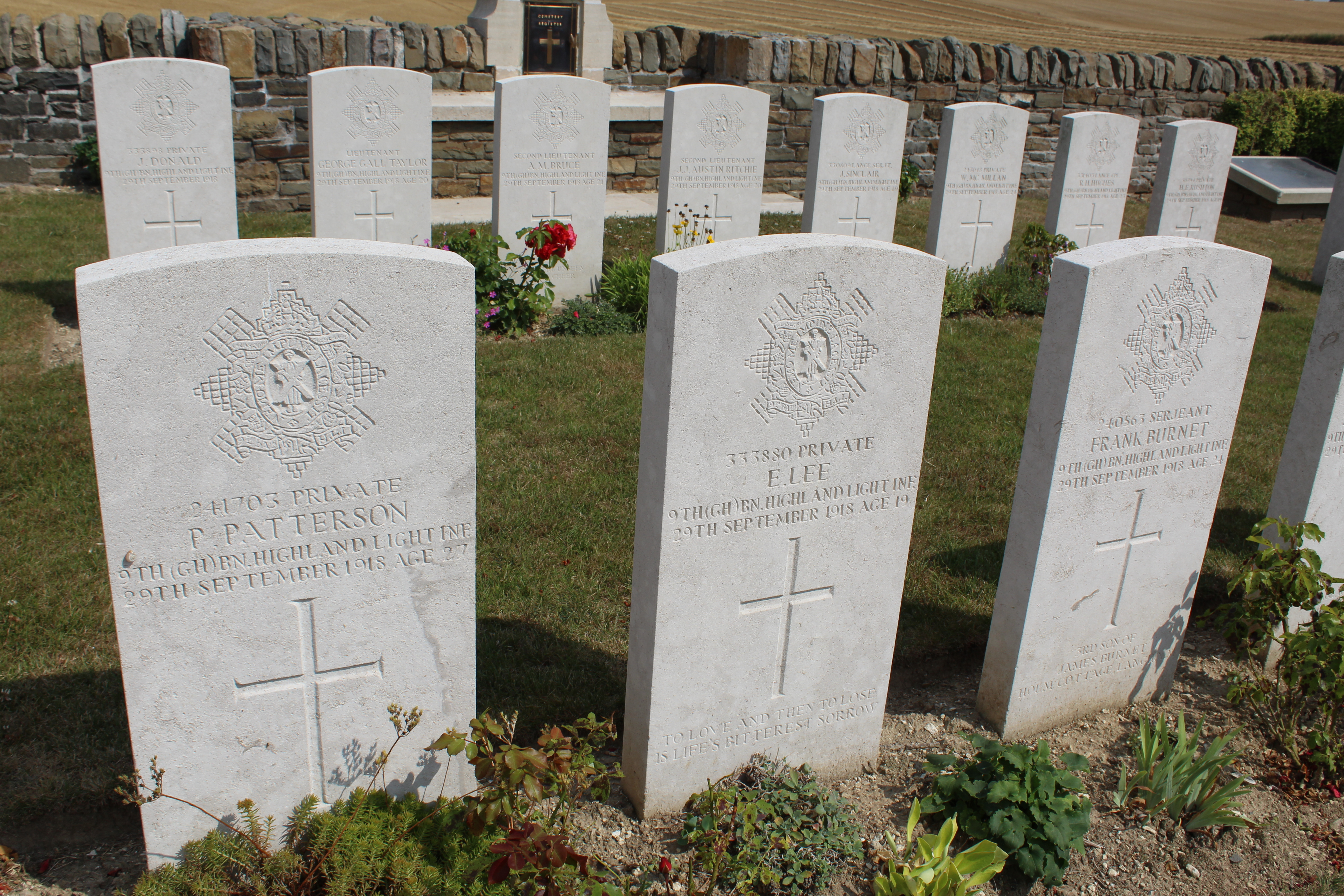
Tombes de soldats britanniques tombés le 29 septembre 1918.

## Sépultures
| Pays        | Sépultures |
| ----------- | ---------- |
| Royaume-Uni | 114        |